# Мері (жрець Осіріса)
Мері (*XIII ст. до н. е.) — давньоєгипетський діяч XIX династія, верховний жрець Осіріса в Абідосі за володарювання фараонів Сеті I та Рамсеса II.

## Життєпис
Походив з впливового жрецького роду. Син [Хат (жрець Осіріса)|Хат]]а, верховного жерця Осіріса, та Ію. Одружився з донькою То, попереднього верховного жерця Осіріса. Після смерті батька за часів панування Сеті I обійняв його посаду.
Сприяв зміцненню впливу свого роду, остаточно перетворивши на впливову династію жерців та сановників Єгипту. Спорудив в обідосі стелу, де було зображено його самого та старшого сина Уененнефера.
Помер за час володарювання фараона Рамсеса II. Посаду верховного жерця Осіріса отримав син Уененнефер.

## Родина
Дружина — Майануй, донька То, верховного жерця Осіріса
Діти:
- Уененнефер, верховний жрець Осіріса
- Рахотеп (1298—1213 до н. е.), чаті та верховний жрець Ра